# L'enigma dell'alfiere nero
L'enigma dell'alfiere nero (titolo orig. The Bishop Murder Case) è un film in bianco e nero del 1930 diretto dai registi David Burton e Nick Grinde. È basato sul romanzo poliziesco L'enigma dell'alfiere (The Bishop Murder Case) di S. S. Van Dine, pubblicato a New York nel 1929. Fu l'unico film che il popolare attore Basil Rathbone interpretò vestendo i panni di Philo Vance, l'investigatore dandy creato da Van Dine che, in precedenza, era già stato portato sullo schermo da William Powell in tre film prodotti dalla Paramount.

## Produzione
Il film fu prodotto dalla Metro-Goldwyn-Mayer (MGM) (controlled by Loew's Incorporated).

## Distribuzione
Il copyright del film, richiesto dalla Metro-Goldwyn-Mayer Distributing Corp., fu registrato il 5 maggio 1930 con il numero LP1274. Distribuito dalla Metro-Goldwyn-Mayer (MGM), uscì nelle sale cinematografiche statunitensi il 3 gennaio 1930.
In Italia, distribuito dalla Metro, ottenne il visto di censura numero 26503 nell'aprile 1931.